# Campionatul Mondial de Handbal Feminin din 2015 - Barajele de calificare
Calificările europene pentru Campionatul Mondial de Handbal Feminin 2015, care se va desfășura în Danemarca, au avut loc în două tururi. Danemarca, gazda din 2015, precum și deținătoarea titlului din 2013, Brazilia, s-au calificat automat la campionatul mondial. În primul tur de calificare, 14 echipe care nu au participat la Campionatul European de Handbal Feminin din 2014 au fost distribuite în patru grupe. Câștigătoarele grupelor și restul de 14 echipe care au participat la campionatul european vor juca meciuri de baraj pentru a decide restul de nouă echipe care să se califice la campionatul mondial.

## Faza 1 de calificare
Tragerea la sorți s-a desfășurat pe 22 iulie 2014, la ora locală 11:00, la Viena, în Austria.

### Distribuția
Distribuția echipelor a fost anunțată pe 22 iulie 2014. Câștigătoarele grupelor vor avansa în barajele de calificare.
| Urna 1                                                                      | Urna 2                                   | Urna 3                        |
| --------------------------------------------------------------------------- | ---------------------------------------- | ----------------------------- |
| Austria · Belarus · Cehia · Islanda · Macedonia de Nord · Slovenia · Turcia | Italia · Lituania · Portugalia · Elveția | Azerbaidjan · Grecia · Israel |

### Grupa 1
Mini-turneul a fost găzduit de Elveția.
| Echipa   | M | V | E | Î | GM  | GP  | G   | Pct |
| -------- | - | - | - | - | --- | --- | --- | --- |
| Slovenia | 3 | 3 | 0 | 0 | 101 | 77  | +24 | 6   |
| Belarus  | 3 | 2 | 0 | 1 | 86  | 83  | +3  | 4   |
| Elveția  | 3 | 1 | 0 | 2 | 80  | 73  | +7  | 2   |
| Grecia   | 3 | 0 | 0 | 3 | 70  | 104 | −34 | 0   |

| 3 decembrie 2014 17:45 | Belarus                | 29 - 25 | Grecia     | Saalsporthalle, Zürich Asistență: 250 Arbitri: Marić, Mašić |
| 3 decembrie 2014 17:45 | Mihdaliova, Iejikava 5 | (15–12) | Tsakalou 6 | Saalsporthalle, Zürich Asistență: 250 Arbitri: Marić, Mašić |
| 3 decembrie 2014 17:45 | 4× 2×                  | Cronica | 2× 3×      | Saalsporthalle, Zürich Asistență: 250 Arbitri: Marić, Mašić |

| 3 decembrie 2014 20:15 | Slovenia         | 27 – 21 | Elveția  | Saalsporthalle, Zürich Asistență: 650 Arbitri: Ilieva, Karbeska |
| 3 decembrie 2014 20:15 | Lazović-Varlec 7 | (16–10) | Furrer 4 | Saalsporthalle, Zürich Asistență: 650 Arbitri: Ilieva, Karbeska |
| 3 decembrie 2014 20:15 | 4× 3×            | Cronica | 2× 3×    | Saalsporthalle, Zürich Asistență: 650 Arbitri: Ilieva, Karbeska |

| 4 decembrie 2014 17:45 | Grecia                 | 23 – 39 | Slovenia        | Saalsporthalle, Zürich Asistență: 150 Arbitri: Marić, Mašić |
| 4 decembrie 2014 17:45 | Logdanidou, Tsakalou 5 | (9–16)  | Hrnčič, Irman 7 | Saalsporthalle, Zürich Asistență: 150 Arbitri: Marić, Mašić |
| 4 decembrie 2014 17:45 | 2× 3×                  | Cronica | 1× 2×           | Saalsporthalle, Zürich Asistență: 150 Arbitri: Marić, Mašić |

| 4 decembrie 2014 20:15 | Elveția   | 23 – 24 | Belarus            | Saalsporthalle, Zürich Asistență: 450 Arbitri: Ilieva, Karbeska |
| 4 decembrie 2014 20:15 | Scherer 6 | (14–12) | Lobaci, Iejikava 5 | Saalsporthalle, Zürich Asistență: 450 Arbitri: Ilieva, Karbeska |
| 4 decembrie 2014 20:15 | 3×        | Cronica | 3×                 | Saalsporthalle, Zürich Asistență: 450 Arbitri: Ilieva, Karbeska |

| 6 decembrie 2014 12:00 | Slovenia | 35 – 33 | Belarus      | Saalsporthalle, Zürich Asistență: 217 Arbitri: Ilieva, Karbeska |
| 6 decembrie 2014 12:00 | Gros 9   | (17–18) | Mihdaliova 8 | Saalsporthalle, Zürich Asistență: 217 Arbitri: Ilieva, Karbeska |
| 6 decembrie 2014 12:00 | 2× 3× 1× | Cronica | 5× 3× 1×     | Saalsporthalle, Zürich Asistență: 217 Arbitri: Ilieva, Karbeska |

| 6 decembrie 2014 14:30 | Elveția   | 36 – 22 | Grecia     | Saalsporthalle, Zürich Asistență: 380 Arbitri: Marić, Mašić |
| 6 decembrie 2014 14:30 | Scherer 7 | (16–11) | Tsakalou 6 | Saalsporthalle, Zürich Asistență: 380 Arbitri: Marić, Mašić |
| 6 decembrie 2014 14:30 | 7× 3×     | Cronica | 6× 2×      | Saalsporthalle, Zürich Asistență: 380 Arbitri: Marić, Mašić |

### Grupa a 2-a
Mini-turneul a fost găzduit de Austria.
| Echipa     | M | V | E | Î | GM  | GP  | G   | Pct |
| ---------- | - | - | - | - | --- | --- | --- | --- |
| Austria    | 3 | 3 | 0 | 0 | 102 | 60  | +42 | 6   |
| Turcia     | 3 | 2 | 0 | 1 | 96  | 82  | +14 | 4   |
| Portugalia | 3 | 1 | 0 | 2 | 88  | 74  | +14 | 2   |
| Israel     | 3 | 0 | 0 | 3 | 55  | 125 | −70 | 0   |

| 4 decembrie 2014 18:00 | Turcia  | 28 – 27 | Portugalia          | Sportzentrum Alte Au, Stockerau Asistență: 300 Arbitri: Christiansen, Hansen |
| 4 decembrie 2014 18:00 | İskit 8 | (14–14) | Rodrigues, Soares 6 | Sportzentrum Alte Au, Stockerau Asistență: 300 Arbitri: Christiansen, Hansen |
| 4 decembrie 2014 18:00 | 3×      | Cronica | 4× 2× 1×            | Sportzentrum Alte Au, Stockerau Asistență: 300 Arbitri: Christiansen, Hansen |

| 4 decembrie 2014 20:15 | Austria                | 41 – 15 | Israel   | Sportzentrum Alte Au, Stockerau Asistență: 350 Arbitri: Praštalo, Todorović |
| 4 decembrie 2014 20:15 | Engel, Grausenburger 6 | (21–7)  | Vikrat 5 | Sportzentrum Alte Au, Stockerau Asistență: 350 Arbitri: Praštalo, Todorović |
| 4 decembrie 2014 20:15 | 6× 3×                  | Cronica | 5× 3×    | Sportzentrum Alte Au, Stockerau Asistență: 350 Arbitri: Praštalo, Todorović |

| 5 decembrie 2014 18:00 | Portugalia  | 21 – 29 | Austria        | Sportzentrum Alte Au, Stockerau Asistență: 550 Arbitri: Christiansen, Hansen |
| 5 decembrie 2014 18:00 | Rodrigues 6 | (9–16)  | Scheffknecht 9 | Sportzentrum Alte Au, Stockerau Asistență: 550 Arbitri: Christiansen, Hansen |
| 5 decembrie 2014 18:00 | 5× 2×       | Cronica | 5× 3×          | Sportzentrum Alte Au, Stockerau Asistență: 550 Arbitri: Christiansen, Hansen |

| 5 decembrie 2014 20:15 | Israel    | 23 – 44 | Turcia      | Sportzentrum Alte Au, Stockerau Asistență: 250 Arbitri: Praštalo, Todorović |
| 5 decembrie 2014 20:15 | Bertaut 8 | (10–18) | Topaloğlu 8 | Sportzentrum Alte Au, Stockerau Asistență: 250 Arbitri: Praštalo, Todorović |
| 5 decembrie 2014 20:15 | 7× 3×     | Cronica | 3×          | Sportzentrum Alte Au, Stockerau Asistență: 250 Arbitri: Praštalo, Todorović |

| 6 decembrie 2014 14:20 | Portugalia   | 40 – 17 | Israel   | Sportzentrum Alte Au, Stockerau Asistență: 100 Arbitri: Praštalo, Todorović |
| 6 decembrie 2014 14:20 | Rodrigues 13 | (20–8)  | Vikrat 5 | Sportzentrum Alte Au, Stockerau Asistență: 100 Arbitri: Praštalo, Todorović |
| 6 decembrie 2014 14:20 | 3×           | Cronica | 1× 2×    | Sportzentrum Alte Au, Stockerau Asistență: 100 Arbitri: Praštalo, Todorović |

| 6 decembrie 2014 18:25 | Turcia         | 24 – 32 | Austria        | Sportzentrum Alte Au, Stockerau Asistență: 1.200 Arbitri: Christiansen, Hansen |
| 6 decembrie 2014 18:25 | İskenderoğlu 4 | (11–15) | Magelinskas 10 | Sportzentrum Alte Au, Stockerau Asistență: 1.200 Arbitri: Christiansen, Hansen |
| 6 decembrie 2014 18:25 | 4× 3×          | Cronica | 5× 3×          | Sportzentrum Alte Au, Stockerau Asistență: 1.200 Arbitri: Christiansen, Hansen |

### Grupa a 3-a
Echipele au optat ca meciurile grupei să fie jucate în serii pe teren propriu și în deplasare.
| Echipa            | M | V | E | Î | GM  | GP  | G   | Pct |
| ----------------- | - | - | - | - | --- | --- | --- | --- |
| Islanda           | 4 | 4 | 0 | 0 | 114 | 83  | +31 | 8   |
| Italia            | 4 | 2 | 0 | 2 | 88  | 95  | −7  | 4   |
| Macedonia de Nord | 4 | 0 | 0 | 4 | 87  | 111 | −24 | 0   |

| 9 octombrie 2014 17:45 | Macedonia de Nord | 20 – 23 | Italia     | SRC Kale, Skopje Asistență: 1.500 Arbitri: Covalciuc, Covalciuc |
| 9 octombrie 2014 17:45 | Gjeorgjievska 5   | (14–11) | Gheorghe 6 | SRC Kale, Skopje Asistență: 1.500 Arbitri: Covalciuc, Covalciuc |
| 9 octombrie 2014 17:45 | 1× 3×             | Cronica | 5× 3×      | SRC Kale, Skopje Asistență: 1.500 Arbitri: Covalciuc, Covalciuc |

| 12 octombrie 2014 18:30 | Italia      | 27 – 22 | Macedonia de Nord         | Palazzetto dello Sport, Follonica Asistență: 2.000 Arbitri: Alpaidze, Berezkina |
| 12 octombrie 2014 18:30 | Gheorghe 10 | (11–9)  | Gjeorgjievska, Mečevska 5 | Palazzetto dello Sport, Follonica Asistență: 2.000 Arbitri: Alpaidze, Berezkina |
| 12 octombrie 2014 18:30 | 1× 3×       | Cronica | 4× 3×                     | Palazzetto dello Sport, Follonica Asistență: 2.000 Arbitri: Alpaidze, Berezkina |

| 27 noiembrie 2014 17:30 | Italia   | 17 – 26 | Islanda       | Pala Santa Filomena, Chieti Asistență: 2.000 Arbitri: Vujačić, Kažanegra |
| 27 noiembrie 2014 17:30 | Fanton 5 | (8–13)  | Knútsdóttir 9 | Pala Santa Filomena, Chieti Asistență: 2.000 Arbitri: Vujačić, Kažanegra |
| 27 noiembrie 2014 17:30 | 2× 3×    | Cronica | 2× 3×         | Pala Santa Filomena, Chieti Asistență: 2.000 Arbitri: Vujačić, Kažanegra |

| 30 noiembrie 2014 16:00 | Islanda        | 27 – 21 | Italia     | Laugardalshöll, Reykjavík Asistență: 750 Arbitri: Brehmer, Skowronek |
| 30 noiembrie 2014 16:00 | Knútsdóttir 11 | (13–7)  | Gheorghe 8 | Laugardalshöll, Reykjavík Asistență: 750 Arbitri: Brehmer, Skowronek |
| 30 noiembrie 2014 16:00 | 3×             | Cronica | 4× 2×      | Laugardalshöll, Reykjavík Asistență: 750 Arbitri: Brehmer, Skowronek |

| 3 decembrie 2014 19:30 | Islanda        | 33 – 23 | Macedonia de Nord | Laugardalshöll, Reykjavík Asistență: 550 Arbitri: Hermann, Madsen |
| 3 decembrie 2014 19:30 | Knútsdóttir 14 | (17–12) | Mečevska 6        | Laugardalshöll, Reykjavík Asistență: 550 Arbitri: Hermann, Madsen |
| 3 decembrie 2014 19:30 | 3×             | Cronica | 2× 3×             | Laugardalshöll, Reykjavík Asistență: 550 Arbitri: Hermann, Madsen |

| 6 decembrie 2014 17:45 | Macedonia de Nord | 22 – 28 | Islanda      | SRC Kale, Skopje Asistență: 300 Arbitri: Pech, Vagvölgyi |
| 6 decembrie 2014 17:45 | Despodovska 6     | (11–12) | Pálsdóttir 6 | SRC Kale, Skopje Asistență: 300 Arbitri: Pech, Vagvölgyi |
| 6 decembrie 2014 17:45 | 3×                | Cronica | 2× 3×        | SRC Kale, Skopje Asistență: 300 Arbitri: Pech, Vagvölgyi |

### Grupa a 4-a
Mini-turneul a fost găzduit de Cehia.
| Echipa      | M | V | E | Î | GM | GP | G   | Pct |
| ----------- | - | - | - | - | -- | -- | --- | --- |
| Cehia       | 2 | 2 | 0 | 0 | 71 | 53 | +18 | 4   |
| Lituania    | 2 | 1 | 0 | 1 | 62 | 62 | 0   | 2   |
| Azerbaidjan | 2 | 0 | 0 | 2 | 55 | 73 | −18 | 0   |

| 28 noiembrie 2014 18:00 | Azerbaidjan  | 26 – 38 | Cehia     | SK UP Olomouc, Olomouc Asistență: 600 Arbitri: Năstase, Stancu |
| 28 noiembrie 2014 18:00 | Tankaskaia 8 | (16–15) | Hrbková 7 | SK UP Olomouc, Olomouc Asistență: 600 Arbitri: Năstase, Stancu |
| 28 noiembrie 2014 18:00 | 6× 2× 1×     | Cronica | 4× 3×     | SK UP Olomouc, Olomouc Asistență: 600 Arbitri: Năstase, Stancu |

| 29 noiembrie 2014 17:00 | Lituania       | 35 – 29 | Azerbaidjan | SK UP Olomouc, Olomouc Asistență: 150 Arbitri: Năstase, Stancu |
| 29 noiembrie 2014 17:00 | Šatkauskaitė 9 | (23–15) | Peche 9     | SK UP Olomouc, Olomouc Asistență: 150 Arbitri: Năstase, Stancu |
| 29 noiembrie 2014 17:00 | 5× 2× 1×       | Cronica | 5× 2×       | SK UP Olomouc, Olomouc Asistență: 150 Arbitri: Năstase, Stancu |

| 30 noiembrie 2014 11:00 | Cehia                  | 33 – 27 | Lituania         | SK UP Olomouc, Olomouc Asistență: 700 Arbitri: Năstase, Stancu |
| 30 noiembrie 2014 11:00 | Hrbková, Kutlvašrová 6 | (21–12) | Bernatavičiūtė 7 | SK UP Olomouc, Olomouc Asistență: 700 Arbitri: Năstase, Stancu |
| 30 noiembrie 2014 11:00 | 6× 2×                  | Cronica | 3× 2×            | SK UP Olomouc, Olomouc Asistență: 700 Arbitri: Năstase, Stancu |

## Faza a 2-a de calificare
Echipele vor juca o serie de meciuri pe teren propriu și în deplasare pentru a decide participantele la turneul final. Tragerea la sorți a avut loc pe 21 decembrie 2014.

### Distribuție
| Urna 1 (Cele mai bine 9 echipe clasate la Campionatul European din 2014)                       | Urna a 2-a (Cele mai slab 5 echipe clasate la Campionatul European din 2014 + echipe din runda de calificare) |
| ---------------------------------------------------------------------------------------------- | --- |
| Franța · Germania · Ungaria · Muntenegru · Țările de Jos · Polonia · România · Spania · Suedia | Austria · Croația · Cehia · Islanda · Rusia · Serbia · Slovacia · Slovenia · Ucraina                          |

### Meciuri
| Echipa 1      | Scor gen. | Echipa 2 | Tur   | Retur |
| ------------- | --------- | -------- | ----- | ----- |
| Franța        | 1         | Slovenia | 27-20 | 21-27 |
| Germania      | 2         | Rusia    | 20-22 | 26-27 |
| Serbia        | 3         | România  | 26–32 | 28-24 |
| Țările de Jos | 4         | Cehia    | 33–23 | 23-25 |
| Ucraina       | 5         | Polonia  | 18–24 | 22-30 |
| Muntenegru    | 6         | Islanda  | 28-19 | 19-19 |
| Austria       | 7         | Ungaria  | 20–33 | 24-41 |
| Spania        | 8         | Slovacia | 25-19 | 20-20 |
| Croația       | 9         | Suedia   | 23-24 | 21-27 |

#### Tur
| 5 iunie 2015 20:25 | Austria               | 20 - 33 | Ungaria               | Sportzentrum Alte Au, Stockerau Asistență: 1.200 Arbitri: Florescu, Stoia |
| 5 iunie 2015 20:25 | Logvin, Magelinskas 5 | (11-9)  | Erdősi, Szucsánszki 7 | Sportzentrum Alte Au, Stockerau Asistență: 1.200 Arbitri: Florescu, Stoia |
| 5 iunie 2015 20:25 | 5× 3×                 | Cronica | 1× 3×                 | Sportzentrum Alte Au, Stockerau Asistență: 1.200 Arbitri: Florescu, Stoia |

| 6 iunie 2015 16:00 | Țările de Jos    | 33 - 23 | Cehia      | Sporthal Valkenhuizen, Arnhem Asistență: 2.876 Arbitri: Alpaidze, Berezkina |
| 6 iunie 2015 16:00 | Abbingh, Groot 7 | (15–16) | Luzumová 8 | Sporthal Valkenhuizen, Arnhem Asistență: 2.876 Arbitri: Alpaidze, Berezkina |
| 6 iunie 2015 16:00 | 8× 3×            | Cronica | 6× 3×      | Sporthal Valkenhuizen, Arnhem Asistență: 2.876 Arbitri: Alpaidze, Berezkina |

| 6 iunie 2015 18:00 | Serbia                | 26 - 32 | România  | Hala sportova, Kraljevo Asistență: 2.200 Arbitri: Opava, Válek |
| 6 iunie 2015 18:00 | Radojević, Živković 5 | (13-17) | Neagu 11 | Hala sportova, Kraljevo Asistență: 2.200 Arbitri: Opava, Válek |
| 6 iunie 2015 18:00 | 1× 3×                 | Cronica | 4× 3×    | Hala sportova, Kraljevo Asistență: 2.200 Arbitri: Opava, Válek |

| 6 iunie 2015 19:00 | Ucraina    | 18 - 24 | Polonia   | Sala Karpatîi, Ujgorod Asistență: 800 Arbitri: Vujačić, Kazanegra |
| 6 iunie 2015 19:00 | Gorilska 6 | (8-14)  | Pielesz 8 | Sala Karpatîi, Ujgorod Asistență: 800 Arbitri: Vujačić, Kazanegra |
| 6 iunie 2015 19:00 | 3×         | Cronica | 3×        | Sala Karpatîi, Ujgorod Asistență: 800 Arbitri: Vujačić, Kazanegra |

| 7 iunie 2015 14:00 | Spania                       | 25 - 19 | Slovacia     | Centro Insular de Deportes, Las Palmas Asistență: 2.200 Arbitri: Andorka, Hucker |
| 7 iunie 2015 14:00 | Barbosa, Fernández, Martín 6 | (13–11) | Jakubisová 5 | Centro Insular de Deportes, Las Palmas Asistență: 2.200 Arbitri: Andorka, Hucker |
| 7 iunie 2015 14:00 | 2× 3×                        | Cronica | 3×           | Centro Insular de Deportes, Las Palmas Asistență: 2.200 Arbitri: Andorka, Hucker |

| 7 iunie 2015 15:00 | Germania   | 20 - 22 | Rusia       | Anhalt-Arena, Dessau Asistență: 3.007 Arbitri: Năstase, Stancu |
| 7 iunie 2015 15:00 | Wohlbold 5 | (8–10)  | Kocetova 11 | Anhalt-Arena, Dessau Asistență: 3.007 Arbitri: Năstase, Stancu |
| 7 iunie 2015 15:00 | 7× 2× 1×   | Cronica | 7× 3×       | Anhalt-Arena, Dessau Asistență: 3.007 Arbitri: Năstase, Stancu |

| 7 iunie 2015 17:00 | Franța      | 27 - 20 | Slovenia | Brest Arena, Brest Asistență: 4.000 Arbitri: Baumgart, Wild |
| 7 iunie 2015 17:00 | Lacrabère 6 | (15-11) | Mavsar 5 | Brest Arena, Brest Asistență: 4.000 Arbitri: Baumgart, Wild |
| 7 iunie 2015 17:00 | 3×          | Cronica | 3×       | Brest Arena, Brest Asistență: 4.000 Arbitri: Baumgart, Wild |

| 7 iunie 2015 17:15 | Croația          | 23 - 24 | Suedia | SDG „Fran Galović”, Koprivnica Asistență: 2.000 Arbitri: Bonifert, Oláh |
| 7 iunie 2015 17:15 | Penezić, Sokač 6 | (11-8)  | Alm 7  | SDG „Fran Galović”, Koprivnica Asistență: 2.000 Arbitri: Bonifert, Oláh |
| 7 iunie 2015 17:15 | 4× 3×            | Cronica | 6× 2×  | SDG „Fran Galović”, Koprivnica Asistență: 2.000 Arbitri: Bonifert, Oláh |

| 7 iunie 2015 20:30 | Muntenegru            | 28 - 19 | Islanda      | Centrul Sportiv Morača, Podgorica Asistență: 2.000 Arbitri: Stoļarovs, Līcis |
| 7 iunie 2015 20:30 | Bulatović, Knežević 9 | (12-12) | Pekarskyte 5 | Centrul Sportiv Morača, Podgorica Asistență: 2.000 Arbitri: Stoļarovs, Līcis |
| 7 iunie 2015 20:30 | 1× 2×                 | Cronica | 1× 2×        | Centrul Sportiv Morača, Podgorica Asistență: 2.000 Arbitri: Stoļarovs, Līcis |

#### Retur
| 13 iunie 2015 13:30 | Ungaria                 | 41 - 24 | Austria | Audi Aréna, Győr Asistență: 3.000 Arbitri: Arntsen, Røen |
| 13 iunie 2015 13:30 | Bulath, Hornyák, Tóth 5 | (17-10) | Engel 8 | Audi Aréna, Győr Asistență: 3.000 Arbitri: Arntsen, Røen |
| 13 iunie 2015 13:30 | 3×                      | Cronica | 3× 2×   | Audi Aréna, Győr Asistență: 3.000 Arbitri: Arntsen, Røen |

| 13 iunie 2015 16:00 | Slovenia | 21 - 27 | Franța      | Rdeča dvorana, Velenje Asistență: 1.000 Arbitri: Erdoğan, Özdeniz |
| 13 iunie 2015 16:00 | Gros 7   | (10-14) | Lacrabère 7 | Rdeča dvorana, Velenje Asistență: 1.000 Arbitri: Erdoğan, Özdeniz |
| 13 iunie 2015 16:00 | 2× 3×    | Cronica | 4× 3×       | Rdeča dvorana, Velenje Asistență: 1.000 Arbitri: Erdoğan, Özdeniz |

| 13 iunie 2015 17:00 | Rusia      | 27 - 26 | Germania   | Complexul sportiv Zvezdnîi, Astrahan Asistență: 6.000 Arbitri: Marić, Masić |
| 13 iunie 2015 17:00 | Kocetova 7 | (13-10) | Hubinger 5 | Complexul sportiv Zvezdnîi, Astrahan Asistență: 6.000 Arbitri: Marić, Masić |
| 13 iunie 2015 17:00 | 1× 3×      | Cronica | 3×         | Complexul sportiv Zvezdnîi, Astrahan Asistență: 6.000 Arbitri: Marić, Masić |

| 13 iunie 2015 17:00 | România  | 24 - 28 | Serbia                           | Sala Polivalentă, Cluj-Napoca Asistență: 7.300 Arbitri: Poulsen, Mortensen |
| 13 iunie 2015 17:00 | Neagu 7  | (12-11) | Rajović, Stoiljković, Živković 6 | Sala Polivalentă, Cluj-Napoca Asistență: 7.300 Arbitri: Poulsen, Mortensen |
| 13 iunie 2015 17:00 | 7× 2× 1× | Cronica | 3×                               | Sala Polivalentă, Cluj-Napoca Asistență: 7.300 Arbitri: Poulsen, Mortensen |

| 13 iunie 2015 19:10 | Cehia      | 25 - 23 | Țările de Jos | Sportovní hala Baník Most, Most Asistență: 800 Arbitri: Lah, Sok |
| 13 iunie 2015 19:10 | Luzumová 5 | (11-10) | Abbingh 6     | Sportovní hala Baník Most, Most Asistență: 800 Arbitri: Lah, Sok |
| 13 iunie 2015 19:10 | 3×         | Cronica | 3×            | Sportovní hala Baník Most, Most Asistență: 800 Arbitri: Lah, Sok |

| 14 iunie 2015 14:15 | Slovacia                          | 20 - 20 | Spania          | Mestská športová hala, Šaľa Asistență: 2.500 Arbitri: Rakitina, Tkaciuk |
| 14 iunie 2015 14:15 | Jakubisová, Skolkova, Trehubova 4 | (9-12)  | Pena Abaurrea 4 | Mestská športová hala, Šaľa Asistență: 2.500 Arbitri: Rakitina, Tkaciuk |
| 14 iunie 2015 14:15 | 3×                                | Cronica | 2× 3×           | Mestská športová hala, Šaľa Asistență: 2.500 Arbitri: Rakitina, Tkaciuk |

| 14 iunie 2015 15:00 | Polonia   | 30 - 22 | Ucraina      | Azoty Arena, Szczecin Asistență: 3.000 Arbitri: Vranes, Wenninger |
| 14 iunie 2015 15:00 | Stasiak 5 | (17-9)  | Nikolaenko 7 | Azoty Arena, Szczecin Asistență: 3.000 Arbitri: Vranes, Wenninger |
| 14 iunie 2015 15:00 | 5× 3×     | Cronica | 7× 3×        | Azoty Arena, Szczecin Asistență: 3.000 Arbitri: Vranes, Wenninger |

| 14 iunie 2015 16:30 | Islanda         | 19 - 19 | Muntenegru  | Laugardalshöll, Reykjavík Asistență: 600 Arbitri: Baranowski, Lemanowicz |
| 14 iunie 2015 16:30 | Þrastardóttir 5 | (10-11) | Bulatović 6 | Laugardalshöll, Reykjavík Asistență: 600 Arbitri: Baranowski, Lemanowicz |
| 14 iunie 2015 16:30 | 2× 3×           | Cronica | 3×          | Laugardalshöll, Reykjavík Asistență: 600 Arbitri: Baranowski, Lemanowicz |

| 14 iunie 2015 18:15 | Suedia | 27 - 21 | Croația   | Hovet, Stockholm Asistență: 6.380 Arbitri: Kijauskaitė, Žalienė |
| 14 iunie 2015 18:15 | Ahlm 7 | (14-9)  | Penezić 7 | Hovet, Stockholm Asistență: 6.380 Arbitri: Kijauskaitė, Žalienė |
| 14 iunie 2015 18:15 | 4× 3×  | Cronica | 1× 3×     | Hovet, Stockholm Asistență: 6.380 Arbitri: Kijauskaitė, Žalienė |